# Paul Naudet
Pour les articles homonymes, voir Naudet.
Paul Naudet, né le 27 juin 1859 à Bordeaux et mort le 15 octobre 1929 à Saint-Michel-de-Fronsac (Gironde), est un prêtre catholique, journaliste et orateur français qui fut l'une des figures importantes de la seconde démocratie chrétienne française et le chef de file des  « abbés démocrates ».

## Biographie
Sa contribution intellectuelle aux débats du temps sur la question ouvrière et la notion de démocratie sous le pontificat de Léon XIII fut de premier plan, aux côtés de celles d'autres « abbés démocrates » tels que Lemire, Garnier, Trochu, Dabry ou Six.
On lui doit un hebdomadaire, La Justice sociale, tribune bordelaise puis parisienne de la démocratie chrétienne, qu'il fonda en 1893 et qui fut frappé d'interdit en 1908 par Pie X. Dans cet hebdomadaire, le 7 novembre 1903, Paul Naudet reconnaissait que Loisy dans L’Évangile et l’Église distinguait théologie et histoire et admettait la remarque de Loisy selon laquelle il laissait le dogme intact, ajoutant qu'il lui semblait impossible de douter de sa foi.
L'abbé Naudet anima de nombreuses conférences, dont celle de Liège, en 1893, capitale pour l'évolution de la démocratie chrétienne et la tenue des congrès de Lyon de 1896 (il y invita Edouard Drumont), 1897 et 1898 auxquels il prit part.
Après 1908, il continua d'enseigner au Collège libre des sciences sociales à Paris, tout en exerçant sa mission pastorale, en particulier auprès de la jeunesse. Il ne revint en Gironde que peu de temps avant de mourir.

## Œuvres
Son activité de journaliste (il fut directeur du quotidien catholique Le Monde de 1894 à 1896) et d'aumônier n'empêcha pas Paul Naudet de rédiger de nombreux ouvrages, dont :
- Notre œuvre sociale (1894)
- Mes souvenirs (1895)
- Vers l’avenir (1896)
- Le christianisme social, propriété, capital et  travail (1898)
- Notre devoir social, questions pratiques de morale individuelle et sociale (1899)
- Premiers principes de sociologie catholique (1899)
- La démocratie et les démocrates chrétiens (1900)
- Pour la femme, études féministes (1903), accessible sur Gallica.